# Neleucania praegracilis
Neleucania praegracilis är en fjärilsart som beskrevs av Augustus Radcliffe Grote 1877. Neleucania praegracilis ingår i släktet Neleucania och familjen nattflyn. Inga underarter finns listade i Catalogue of Life.